# 月氏
月氏（げっし、拼音：Yuèzhī）は、紀元前3世紀から1世紀ごろにかけて東アジア・中央アジアに存在した遊牧民族とその国家名。紀元前2世紀に匈奴に敗れてからは中央アジアに移動し、大月氏と呼ばれるようになる。大月氏時代は東西交易で栄えた。『漢書』西域伝によれば羌に近い文化や言語を持つとあるが、民族系統については後述のように諸説ある。

## 歴史

### 月氏

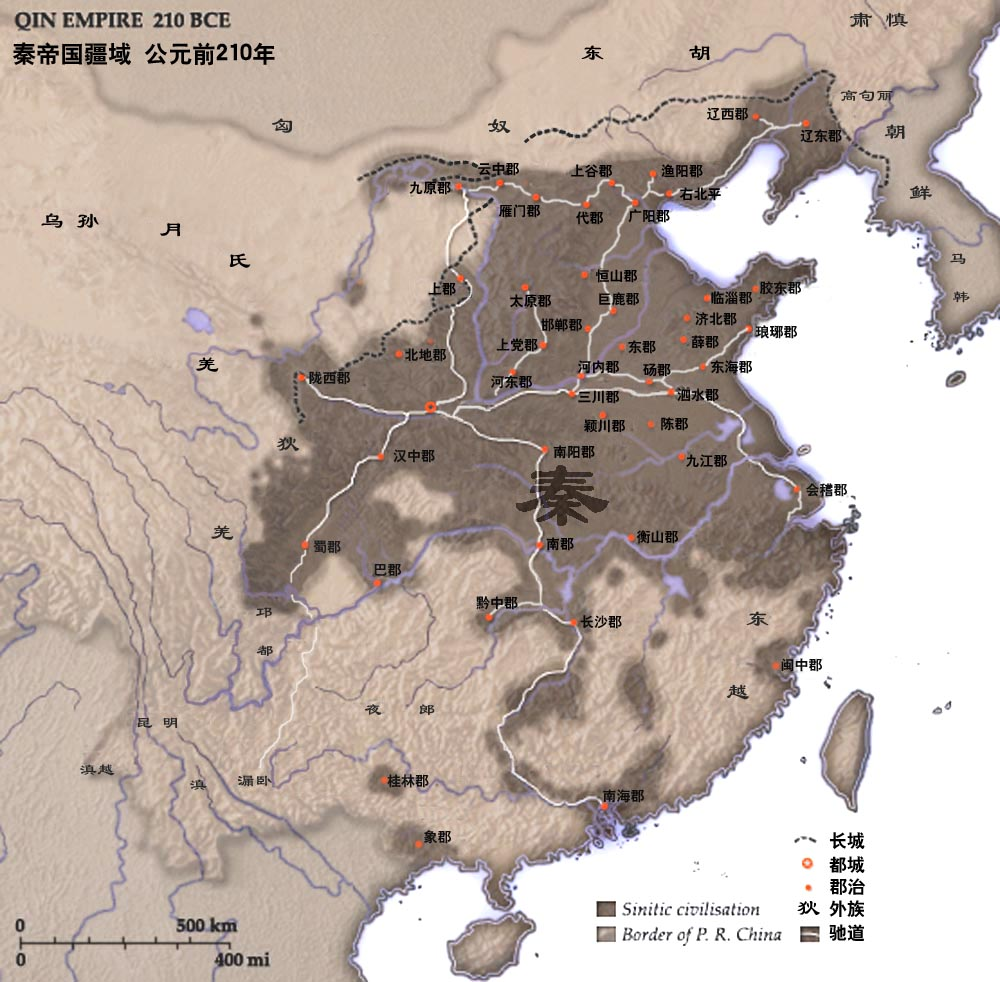
紀元前3世紀、秦帝国と北方民族。

秦の始皇帝（在位：前246年 - 前210年）の時代に、中国の北方では東胡と月氏が強盛であった。一方、匈奴は陰山の北からオルドス高原を領する小国にすぎず、大国である東胡や月氏の間接支配を受けていた。ある時、匈奴の単于頭曼は、太子である冒頓を廃して、その弟を太子にしようと冒頓を月氏へ人質として送った。しかし、頭曼は冒頓がいるにもかかわらず月氏を急襲してきた。これに怒った月氏は冒頓を殺そうとしたが、あと少しの所で逃げられてしまう。匈奴に逃げ帰った冒頓は父の頭曼を殺して自ら単于となり、さっそく東の東胡に攻め入ってこれを滅ぼし、そのまま西へ転じて月氏を敗走させ、次いで南の楼煩・白羊河南王を併合し、漢楚内戦中の中国にも侵入し、瞬く間に大帝国を築いた。
その後も依然として河西回廊の敦煌付近にいた月氏であったが、漢の孝文帝（在位：前180年 - 前157年）の時代になって匈奴老上単于配下の右賢王の征討に遭い、月氏王が殺され、その頭蓋骨は盃（髑髏杯）にされた。王が殺された月氏は二手に分かれ、ひとつがイシク湖周辺へ逃れて大月氏となり、もうひとつが南山羌（現在の青海省）に留まって小月氏となった。

### 大月氏

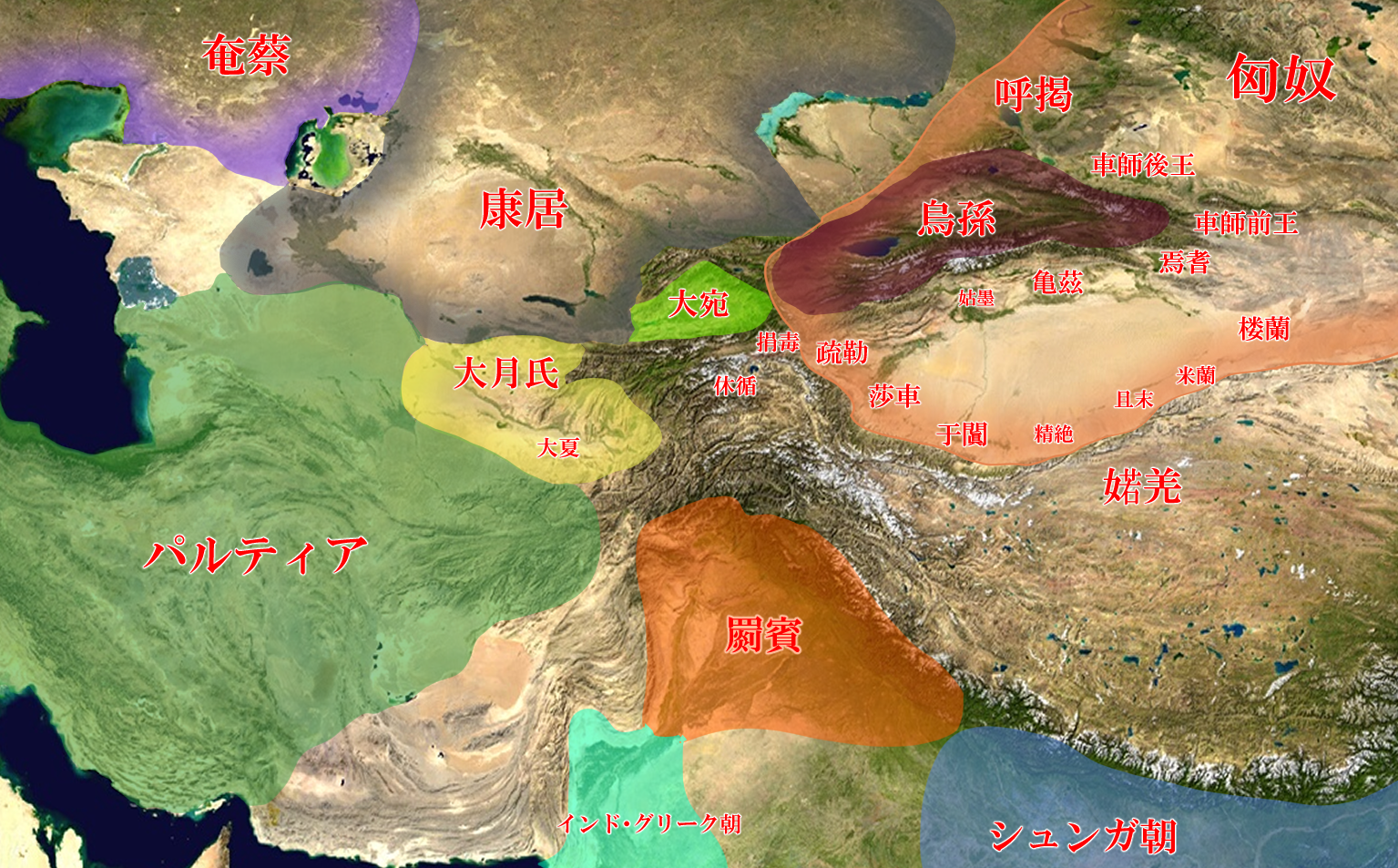
紀元前2世紀頃の中央アジアの地図

イシク湖周辺に逃れてきた月氏の残党（大月氏）は、もともとそこにいた塞族の王を駆逐してその地に居座った。しかし、老上単于（在位：前174年 - 前161年）の命により、烏孫の昆莫が攻めてきたため、大月氏はまた西へ逃れ、最終的に中央アジアのソグディアナ（粟特）に落ち着いた。そこで大月氏はアム川の南にあるトハリスタン（大夏）を征服し、その地に和墨城の休密翕侯（きゅうびつきゅうこう）、雙靡城の雙靡翕侯（そうびきゅうこう）、護澡城の貴霜翕侯（きしょうきゅうこう）、薄茅城の肸頓翕侯（きつとんきゅうこう）、高附城の高附翕侯（こうふきゅうこう）の五翕侯を置いた。
一方、前漢では日々匈奴の侵入に悩まされていたため、遂に西方の月氏と共同で匈奴を討つべく、武帝（在位：前141年 - 前87年）の時代に張騫を使者とした使節団を西域に派遣した。張騫は匈奴に捕われるなどして10年以上かけ、西域の大宛・康居を経て、ようやく大月氏国にたどり着いた。この時の大月氏王はかつて匈奴に殺された先代王の夫人で、女王であった。大月氏王は張騫の用件を聞いたが、やむなく移動してきた現在の土地が豊かで国家は安泰しており、すでに復讐の心は無く、漢が遠い国であることもあり、同盟を組むことはなかった。

### クシャーナ朝

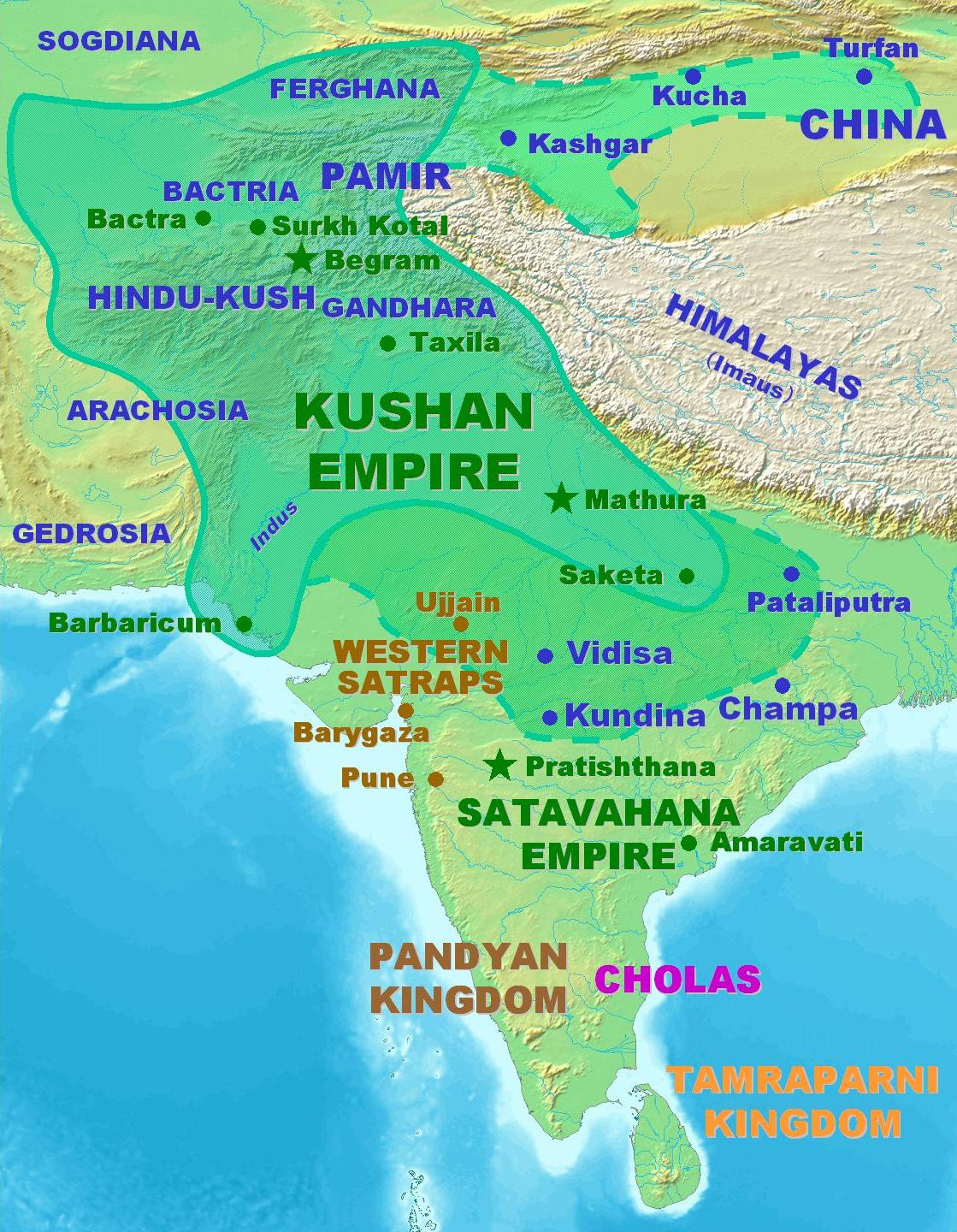
クシャーナ朝の領域

それから100余年、護澡城の貴霜（クシャン）翕侯である丘就卻（きゅうしゅうきゃく）が他の四翕侯を滅ぼして、自立して王となり、貴霜王と号した。丘就卻は安息（パルティア）に侵入し、高附（カーブル）の地を取った。また、濮達国・罽賓国を滅ぼし、その支配下に置いた。丘就卻は80余歳で死ぬと、その子の閻膏珍（えんこうちん）が代わって王となる。閻膏珍は天竺（インド）を滅ぼし、将一人を置いてこれを監領したという。この政権はクシャーナ朝を指すものであり、丘就卻はクジュラ・カドフィセス、閻膏珍はヴィマ・タクトに比定される。しかし中国ではそのまま大月氏と呼び続けた。

### キダーラ朝
『魏書』列伝第九十に「大月氏国、北は蠕蠕（柔然）と接し、（柔然から）たびたび侵入を受けたので、遂に西の薄羅城（バルフ）へ遷都した。その王寄多羅（キダーラ）は勇武で、遂に兵を起こして大山（ヒンドゥークシュ山脈）を越え、南の北天竺（インド）を侵し、乾陀羅（ガンダーラ）以北の五国をことごとく役属した。」とあり、この頃の大月氏はクシャーナ朝の後継王朝であるキダーラ朝を指し、中国ではキダーラ朝までを大月氏と呼んだことが分かる。その後キダーラ朝は匈奴（エフタル、フーナ）の侵攻を受けた。

### 小月氏
月氏から分かれて南山羌（現在の青海省）に留まった小月氏は、その後も生き長らえ、三国時代の記録に「敦煌西域の南山中（チベット高原）、婼羌の西から葱嶺（パミール高原）までの数千里にわたって、月氏の余種である葱茈羌・白馬羌・黄牛羌がおり、それぞれに酋豪がいた」とある。
また、『魏書』にある小月氏国は上記の小月氏ではなく、クシャーナ朝の後継王朝であるキダーラ朝の君主キダーラの子が治める分国で、都は富楼沙城（ペシャーワル）にあった。

### 昭武九姓
『北史』・『隋書』・『新唐書』に見える昭武九姓はいずれも月氏の子孫であり、月氏が敦煌・祁連にいた時代、張掖祁連山北の昭武城に拠っていたことから、中央アジアに西遷後、自分たちの故地を忘れぬよう昭武氏を国姓とした。

## 名称
月氏という名の語源には様々な説がある。
- 戦国時代にいた和氏、禺氏、牛氏などの転写であるとする説。桑原隲蔵・松田寿男・江上波夫が提唱[9][10]。
- イラン系言語からきたとする説[10]。
- 月氏は玉（ぎょく：ヒスイ）の産地（タリム盆地）を占めていたので、玉氏が訛って月氏になったとする説[10]。
- 月氏の子孫であるクシャーナ朝の彫像に、月のシンボルが多く見出されることから、月氏が月を崇拝のシンボル（トーテム）としていたために中国側がその意訳として月氏にしたとする説[10]。
- 釈適之『金壺字考』（宋代）に「月氏…月音肉。支如字。亦作氏。」とあることから、中国の張西曼は「大月氏は大肉氏の誤写であり、タジーク民族の対音である。」と主張し（1947年）、それが中国やアメリカで支持され、「月氏(Yuezhi)」を「肉氏(Rouzhi)」と表記・発音する研究者が生まれた[11]。
- 月氏は「トクァル（トカラ）人」の音写説。古代中国語で「月」は「トクァル(tokwar)」ないし「トグァル(togwar)」であり、バクトリア語における「トクァル(Toχwar),トゥクァル(tuχwar)」に一致すること、「氏」は古代中国語で「ke」と再建され、中世西トカラ語の民族名の接尾辞「～人、～族(ke)」に対応することから、「月氏」は「トクァル人」の音写であるとし、月氏（トカラ人）は古代にタリム盆地～甘粛に住んでいて、トカラ語や、トカロイと結び付けられるという説[12]。

## 言語系統
19世紀以来、テュルク系、イラン系、チベット系、モンゴル系、カッシートと、多くの説が唱えられており定説は無かったが、近年は月氏はイラン系であるという説が有力だった。それは、1957年に発見されたスルフ・コタル碑文や、1993年に発見されたラバータク碑文などによってクシャーナ朝がイラン系言語であるバクトリア語を使用していたことが明らかとなったため、その祖先と思われる大月氏および月氏もイラン系言語を用いていたと考えたためである。ただし、これは月氏の子孫がそのままクシャーナ朝になったとする場合であり、クシャーナ朝の起源には土着民説と大月氏説があるので断定はされていなかった。
最近の研究で、新たに新疆で出土したウイグル語訳の『慈恩伝』の中に、焉耆・亀茲を大月氏の遺留部族と記した箇所が見つかったこと、敦煌文書の『西天路竟』で焉耆が月氏と記されていたことや、1980年代以降の言語学の研究と併せ、月氏はトカラ語を使用していた可能性が高い。

## 地理

### 月氏
『史記』大宛列伝や『漢書』西域伝などで、月氏の故地は敦煌と祁連の間とされている。しかし、和田清や榎一雄、護雅夫らは「月氏の領土はモンゴル高原西部から新疆一帯を占めており、敦煌と祁連の間というはその一部にすぎない」としている。

### 大月氏
大月氏のいた場所は、『史記』や『漢書』に「大月氏国の都は嬀水の北に在り、その川の南にある大夏を役属させていた」という記述があることから、嬀水すなわちアム川の北（ソグディアナ）に在ったことが分かる。また、その周辺国として北に康居、東に大宛、南に大夏、西に安息（パルティア）があった。
また、大月氏の都は『漢書』では監氏城、『後漢書』では藍氏城、『魏書』では盧監氏城から薄羅城となっている。

## 五翕侯
大月氏はソグディアナに西遷後、トハリスタンを征服し、そこに5人の翕侯（きゅうこう：諸侯）を置いた。
| 五翕侯   | 居城   | 所在                                       | 『後漢書』 | 『魏書』   |
| -------- | ------ | ------------------------------------------ | ---------- | ---------- |
| 休密翕侯 | 和墨城 | 西域都護府から2841里、陽関から7802里の地点 | 休密翕侯   | 伽倍国     |
| 雙靡翕侯 | 雙靡城 | 西域都護府から3741里、陽関から7782里の地点 | 雙靡翕侯   | 折薛莫孫国 |
| 貴霜翕侯 | 護澡城 | 西域都護府から5940里、陽関から7982里の地点 | 貴霜翕侯   | 鉗敦国     |
| 肸頓翕侯 | 薄茅城 | 西域都護府から5962里、陽関から8202里の地点 | 肸頓翕侯   | 弗敵沙国   |
| 高附翕侯 | 高附城 | 西域都護府から6041里、陽関から9283里の地点 | 都密翕侯   | 閻浮謁国   |

『漢書』での高附翕侯が『後漢書』では都密翕侯となっている。これについて『後漢書』西域列伝高附国の条に、「『漢書』は（高附を）五翕侯に数えたが、それは事実ではない。（正しくは）安息に属した後、月氏が安息を破るにおよび、高附を得た。」とあり、大月氏のトハリスタン征服直後に高附翕侯を置いたのではなく、クシャン朝時代に丘就卻（クジュラ・カドフィセス）の安息（パルティア）侵攻によって、初めて高附（カーブル）の地を得たというのである。これについての事実は不明だが、『魏書』および『北史』では『漢書』の高附翕侯を踏襲している。

## 仏教伝来
また中国への仏教伝来についての一説に、哀帝の元寿元年（前2年）に大月氏国王の使者伊存（いそん）が、『浮屠教』と言う経典を景蘆に口伝した、と言うものがあり（『釈老志』）、これが諸説の中でもっとも早いものとなっている。

## 遺跡
- 2018年、ウズベキスタン スルハンダリヤ州 バイスン市にて中国西北大学の中央アジア考古学調査隊が、紀元前2世紀-紀元後1世紀の月氏時代の墓所を発掘。装飾品や武器、陶器や鉄器、銅器など数多くの埋蔵物を確認した[20]。

## 備考
その他諸説を挙げる。
- 広義の遊牧スキタイが、中央アジア西部の北方から天山の南麓、アルタイ地方、モンゴル高原の西端、甘粛の祁連山脈まで拡大していたとする研究者も若干おり、月氏もその一支と見る説を唱える者もいた[21]。

- 榎一雄、セルゲイ・ルデンコらはパジリク古墳が月氏のものであるとした。